# Tatimati Misaki
Tatimati Misaki är en udde i Antarktis. Den ligger i Östantarktis. Norge gör anspråk på området.
Terrängen inåt land är huvudsakligen kuperad, men den allra närmaste omgivningen är varierad. Havet är nära Tatimati Misaki åt nordväst. Trakten är glest befolkad. Närmaste befolkade plats är Showa Station, 1,4 kilometer väster om Tatimati Misaki. 